# جایزه امی ساعات پربیننده برای مجموعه تلویزیونی کوتاه برجسته
جایزه امی ساعات پربیننده برای مجموعه تلویزیونی کوتاه (انگلیسی: Primetime Emmy Award for Outstanding Limited Series) به بهترین مجموعه‌ها در بخش مجموعه‌های تلویزیونی محدود تعلق می‌گیرد که دست‌کم دو قسمت یا بیشتر با زمان کلی ۱۵۰ دقیقه داشته باشند. این مجموعه باید داستانی کامل و غیرتکراری بگوید که ادامه داستان آن، منوط به ادامه مجموعه در فصل‌های بعد، نباشد.

## برندگان و نامزدها

### دهه ۱۹۷۰
| سال                                 | برنامه | تهیه‌کنندگان             | شبکه |
| ----------------------------------- | --- | ----------------------- | ---- |
| ۱۹۷۲–۱۹۷۳ (25th)                    | |                         |      |
| Tom Brown's Schooldays              | John McRae (تهیه‌کننده) | پی‌بی‌اس                  |      |
| The Last of the Mohicans            | John McRae (تهیه‌کننده) | پی‌بی‌اس                  |      |
| The Life of Leonardo da Vinci       | Information not available | سی‌بی‌اس                  |      |
| ۱۹۷۳–۱۹۷۴ (26th)                    | |                         |      |
| ستوان کلمبو (Season 3)              | Dean Hargrove (تهیه‌کننده اجرایی)، Roland Kibbee (تهیه‌کننده اجرایی)، Douglas Benton (تهیه‌کننده)، Robert F. O'Neill (تهیه‌کننده)، Edward K. Dodds (تهیه‌کننده)                   | ان‌بی‌سی                  |      |
| The Blue Knight                     | Lee Rich (تهیه‌کننده اجرایی)، Walter Coblenz (تهیه‌کننده) | ان‌بی‌سی                  |      |
| مک‌کلاود (Season 4)                  | Glen A. Larson (تهیه‌کننده اجرایی)، Michael Gleason (تهیه‌کننده) | ان‌بی‌سی                  |      |
| ۱۹۷۴–۱۹۷۵ (27th)                    | |                         |      |
| بنجامین فرانکلین (مجموعه تلویزیونی) | Lewis Freedman (تهیه‌کننده اجرایی)، George Lefferts (تهیه‌کننده)، Glenn Jordan (تهیه‌کننده)                                                                                     | سی‌بی‌اس                  |      |
| ستوان کلمبو (Season 4)              | Roland Kibbee (تهیه‌کننده اجرایی)، Dean Hargrove (تهیه‌کننده اجرایی)، Everett Chambers (تهیه‌کننده)، Edward K. Dodds (تهیه‌کننده)                                                | ان‌بی‌سی                  |      |
| مک‌کلاود (Season 5)                  | Michael Gleason (تهیه‌کننده)، Glen A. Larson (تهیه‌کننده اجرایی)، Ron Satlof (تهیه‌کننده)                                                                                       | ان‌بی‌سی                  |      |
| ۱۹۷۵–۱۹۷۶ (28th)                    | |                         |      |
| Upstairs, Downstairs (Season 4)     | Rex Firkin (تهیه‌کننده اجرایی)، John Hawkesworth (تهیه‌کننده) | پی‌بی‌اس                  |      |
| The Adams Chronicles                | Jac Venza (تهیه‌کننده اجرایی)، Virginia Kassel (series تهیه‌کننده)، Paul Bogart (تهیه‌کننده)، Robert Costello (تهیه‌کننده)، James Cellan Jones (تهیه‌کننده)، Fred Coe (تهیه‌کننده) | پی‌بی‌اس                  |      |
| Jennie: Lady Randolph Churchill     | Stella Richman (تهیه‌کننده اجرایی)، Andrew Brown (تهیه‌کننده) | پی‌بی‌اس                  |      |
| The Law                             | William Sackheim (تهیه‌کننده) | ان‌بی‌سی                  |      |
| دارا و ندار                         | Harve Bennett (تهیه‌کننده اجرایی)، Jon Epstein (تهیه‌کننده) | شرکت پخش رسانه‌ای آمریکا |      |
| ۱۹۷۶–۱۹۷۷ (29th)                    | |                         |      |
| ریشه‌ها                              | David L. Wolper (تهیه‌کننده اجرایی)، Stan Margulies (تهیه‌کننده) | شرکت پخش رسانه‌ای آمریکا |      |
| The Adams Chronicles                | Jac Venza (تهیه‌کننده اجرایی)، Virginia Kassel (series تهیه‌کننده)، Robert Costello (coordinating تهیه‌کننده)، Fred Coe (تهیه‌کننده)، James Cellan Jones (تهیه‌کننده)             | پی‌بی‌اس                  |      |
| سران و سلاطین                       | Roy Huggins (تهیه‌کننده اجرایی)، Jo Swerling Jr. (تهیه‌کننده) | ان‌بی‌سی                  |      |
| مادام بوواری                        | Richard Beynon (تهیه‌کننده) | پی‌بی‌اس                  |      |
| The Moneychangers                   | Ross Hunter (تهیه‌کننده)، Jacques Mapes (تهیه‌کننده) | ان‌بی‌سی                  |      |
| ۱۹۷۷–۱۹۷۸ (30th)                    | |                         |      |
| هولوکاست                            | Herbert Brodkin (تهیه‌کننده اجرایی)، Robert Berger (تهیه‌کننده) | ان‌بی‌سی                  |      |
| Anna Karenina                       | Ken Riddington (تهیه‌کننده اجرایی)، Donald Wilson (تهیه‌کننده)، Joan Sullivan (series تهیه‌کننده)                                                                               | پی‌بی‌اس                  |      |
| I, Claudius                         | Joan Sullivan (series تهیه‌کننده)، Martin Lisemore (تهیه‌کننده) | پی‌بی‌اس                  |      |
| King                                | Edward S. Feldman (تهیه‌کننده اجرایی)، Paul Maslansky (تهیه‌کننده)، Bill Finnegan (تهیه‌کننده ناظر)                                                                             | ان‌بی‌سی                  |      |
| Washington: Behind Closed Doors     | Stanley Kallis (تهیه‌کننده اجرایی)، Eric Bercovici (تهیه‌کننده ناظر)، David W. Rintels (تهیه‌کننده ناظر)، Norman S. Powell (تهیه‌کننده)                                          | شرکت پخش رسانه‌ای آمریکا |      |
| ۱۹۷۸–۱۹۷۹ (31st)                    | |                         |      |
| ریشه‌ها: نسل‌های بعدی                 | David L. Wolper (تهیه‌کننده اجرایی)، Stan Margulies (تهیه‌کننده) | شرکت پخش رسانه‌ای آمریکا |      |
| Backstairs at the White House       | Ed Friendly (تهیه‌کننده اجرایی/تهیه‌کننده)، Michael O'Herlihy (تهیه‌کننده) | ان‌بی‌سی                  |      |
| Blind Ambition                      | David Susskind (تهیه‌کننده اجرایی)، George Schaefer (تهیه‌کننده)، Renée Valente (تهیه‌کننده)                                                                                    | سی‌بی‌اس                  |      |

### دهه ۱۹۸۰
| سال | برنامه | تهیه‌کنندگان             | شبکه |
| --- | --- | ----------------------- | ---- |
| ۱۹۷۹–۱۹۸۰ (32nd) | |                         |      |
| Edward & Mrs. Simpson | Andrew Brown (تهیه‌کننده) | Syndicated              |      |
| Disraeli | Joan Wilson (series تهیه‌کننده)، Cecil Clarke (تهیه‌کننده) | پی‌بی‌اس                  |      |
| The Duchess of Duke Street | Joan Wilson (series تهیه‌کننده)، John Hawkesworth | پی‌بی‌اس                  |      |
| The Scarlett O'Hara War | David L. Wolper (تهیه‌کننده اجرایی)، Stan Margulies (تهیه‌کننده) | ان‌بی‌سی                  |      |
| ۱۹۸۰–۱۹۸۱ (33rd) | |                         |      |
| شوگون | James Clavell (تهیه‌کننده اجرایی)، Eric Bercovici (تهیه‌کننده) | ان‌بی‌سی                  |      |
| شرق بهشت | Mace Neufeld (تهیه‌کننده اجرایی)، Barney Rosenzweig (تهیه‌کننده)، Ken Wales (co-تهیه‌کننده) | شرکت پخش رسانه‌ای آمریکا |      |
| Masada | George Eckstein (تهیه‌کننده) | شرکت پخش رسانه‌ای آمریکا |      |
| Rumpole of the Bailey | Joan Wilson (series تهیه‌کننده)، Jacqueline Davis (تهیه‌کننده) | پی‌بی‌اس                  |      |
| Tinker Tailor Soldier Spy | Jac Venza (تهیه‌کننده اجرایی)، Jonathan Powell (تهیه‌کننده)، Samuel Paul (series تهیه‌کننده)                                                                                                   | پی‌بی‌اس                  |      |
| ۱۹۸۱–۱۹۸۲ (34th) | |                         |      |
| مارکو پولو | Vincenzo Labella (تهیه‌کننده) | ان‌بی‌سی                  |      |
| باری دیگر برایدزهد | Jac Venza (تهیه‌کننده اجرایی)، Robert B. Kotlowitz (تهیه‌کننده اجرایی)، Samuel Paul (series تهیه‌کننده)، Derek Granger (تهیه‌کننده)                                                             | پی‌بی‌اس                  |      |
| Flickers | Joan Wilson (تهیه‌کننده اجرایی)، Joan Brown (تهیه‌کننده) | پی‌بی‌اس                  |      |
| Oppenheimer | Peter Goodchild (تهیه‌کننده)، Lindsay Law (coordinating تهیه‌کننده) | پی‌بی‌اس                  |      |
| A Town Like Alice | Joan Wilson (تهیه‌کننده اجرایی)، Henry Crawford (تهیه‌کننده) | پی‌بی‌اس                  |      |
| ۱۹۸۲–۱۹۸۳ (35th) | |                         |      |
| Nicholas Nickleby | Colin Callender (تهیه‌کننده) | Syndicated              |      |
| Smiley's People | Jonathan Powell (تهیه‌کننده) | Syndicated              |      |
| The Thorn Birds | David L. Wolper (تهیه‌کنندگان اجرایی)، Edward Lewis (تهیه‌کننده اجرایی)، Stan Margulies (تهیه‌کننده)                                                                                           | شرکت پخش رسانه‌ای آمریکا |      |
| To Serve Them All My Days | Ken Riddington (تهیه‌کننده) | سی‌بی‌اس                  |      |
| The Winds of War | Dan Curtis (تهیه‌کننده) | شرکت پخش رسانه‌ای آمریکا |      |
| ۱۹۸۳–۱۹۸۴ (36th) | |                         |      |
| Concealed Enemies | Lindsay Law (تهیه‌کننده اجرایی)، David Elstein (تهیه‌کننده اجرایی)، Peter B. Cook (تهیه‌کننده)                                                                                                 | پی‌بی‌اس                  |      |
| Chiefs | Martin Manulis (تهیه‌کننده اجرایی)، Jerry London (تهیه‌کننده ناظر)، John E. Quill (تهیه‌کننده)                                                                                                 | سی‌بی‌اس                  |      |
| George Washington | David Gerber (تهیه‌کننده اجرایی)، Buzz Kulik (تهیه‌کننده ناظر)، Richard Fielder (تهیه‌کننده)                                                                                                   | سی‌بی‌اس                  |      |
| Nancy Astor | Philip Hinchcliffe (تهیه‌کننده) | پی‌بی‌اس                  |      |
| Reilly, Ace of Spies | Verity Lambert (تهیه‌کننده اجرایی)، Chris Burt (تهیه‌کننده) | پی‌بی‌اس                  |      |
| ۱۹۸۴–۱۹۸۵ (37th) | |                         |      |
| The Jewel in the Crown | Denis Forman (تهیه‌کننده اجرایی)، Christopher Morahan (تهیه‌کننده) | پی‌بی‌اس                  |      |
| Ellis Island | Gabriel Katzka (تهیه‌کننده اجرایی)، Frank Konigsberg (تهیه‌کننده اجرایی)، Jerry London (تهیه‌کننده ناظر)، Nick Gillott (تهیه‌کننده)                                                             | سی‌بی‌اس                  |      |
| Robert Kennedy and His Times | Rick Rosenberg (تهیه‌کننده)، Robert W. Christiansen (تهیه‌کننده) | سی‌بی‌اس                  |      |
| Space | Richard Berg (تهیه‌کننده اجرایی)، Martin Manulis (تهیه‌کننده)، Allan Marcil (co-تهیه‌کننده)، Jack Clements (coordinating تهیه‌کننده)، Robert Birnbaum (coordinating تهیه‌کننده)                  | سی‌بی‌اس                  |      |
| A Woman of Substance | Ian Warren (تهیه‌کننده اجرایی)، Tom Donald (تهیه‌کننده اجرایی)، Diane Baker (تهیه‌کننده) | OPT                     |      |
| ۱۹۸۵–۱۹۸۶ (38th) | |                         |      |
| Peter the Great | Lawrence Schiller (تهیه‌کننده اجرایی)، Marvin J. Chomsky (تهیه‌کننده)، Konstantin Thoeren (line تهیه‌کننده)                                                                                    | ان‌بی‌سی                  |      |
| Dress Gray | Francis von Zerneck (تهیه‌کننده اجرایی)، Glenn Jordan (تهیه‌کننده)، William Beaudine Jr. | ان‌بی‌سی                  |      |
| The Long Hot Summer | Leonard Hill (تهیه‌کننده اجرایی)، John Thomas Lenox (تهیه‌کننده اجرایی)، Ronald Gilbert (تهیه‌کننده ناظر)، Dori Weiss (تهیه‌کننده)                                                              | ان‌بی‌سی                  |      |
| Lord Mountbatten: The Last Viceroy | George Walker (تهیه‌کننده اجرایی)، Judith de Paul (تهیه‌کننده) | پی‌بی‌اس                  |      |
| On Wings of Eagles | Edgar J. Scherick (تهیه‌کننده اجرایی)، Lynn Raynor (تهیه‌کننده) | ان‌بی‌سی                  |      |
| ۱۹۸۶–۱۹۸۷ (39th) | |                         |      |
| A year in the Life | Joshua Brand (تهیه‌کننده اجرایی)، John Falsey (تهیه‌کننده اجرایی)، Stephen Cragg | ان‌بی‌سی                  |      |
| Anastasia: The Mystery of Anna | Michael Lepiner (تهیه‌کننده اجرایی)، Kenneth Kaufman (تهیه‌کننده اجرایی)، Graham Cottle (تهیه‌کننده ناظر)، Marvin J. Chomsky (تهیه‌کننده)                                                       | ان‌بی‌سی                  |      |
| Nutcracker: Money, Madness and Murder | Chuck McLain (تهیه‌کننده اجرایی)، William Hanley (تهیه‌کننده اجرایی)، William Beaudine Jr. (تهیه‌کننده)                                                                                        | ان‌بی‌سی                  |      |
| Out on a Limb | Stan Margulies (تهیه‌کننده)، Colin Higgins (co-تهیه‌کننده) | شرکت پخش رسانه‌ای آمریکا |      |
| The Two Mrs. Grenvilles | Susan G. Pollock (تهیه‌کننده اجرایی)، John Erman (تهیه‌کننده ناظر)، Preston Fischer (تهیه‌کننده)                                                                                               | ان‌بی‌سی                  |      |
| ۱۹۸۷–۱۹۸۸ (40th) | |                         |      |
| The Murder of Mary Phagan | George Stevens Jr. (تهیه‌کننده) | ان‌بی‌سی                  |      |
| Baby M | Ilene Amy Berg (تهیه‌کننده اجرایی)، Gordon Freedman (تهیه‌کننده) | شرکت پخش رسانه‌ای آمریکا |      |
| Billionaire Boys Club | Donald March (تهیه‌کننده اجرایی)، Marvin J. Chomsky (تهیه‌کننده ناظر)، Marcy Gross (تهیه‌کننده)، Ann Weston (تهیه‌کننده)                                                                        | ان‌بی‌سی                  |      |
| The Bourne Identity | | شرکت پخش رسانه‌ای آمریکا |      |
| Lincoln | Sheldon Pinchuk (تهیه‌کننده اجرایی)، Bill Finnegan (تهیه‌کننده اجرایی)، Patricia Finnegan (تهیه‌کننده اجرایی)، Robert W. Christiansen (تهیه‌کننده)، Rick Rosenberg (تهیه‌کننده)                  | ان‌بی‌سی                  |      |
| توجه: نامزد اصلی برای این گروه در ۱۹۸۸، Rumpole of the Bailey (پی‌بی‌اس) بعداً فاقد شرایط تشخیص داده شده و به بخش درام منتقل شد. تا تاریخ ژانویه ۲۰۱۶ هم بانک اطلاعات اینترنتی فیلم‌ها و هم آکادمی علوم و هنرهای تلویزیونی، هنوز Rumpole of the Bailey را به اشتباه، نامزد این بخش می‌خوانند. | |                         |      |
| ۱۹۸۸–۱۹۸۹ (41st) | |                         |      |
| جنگ و یادبود | Dan Curtis (تهیه‌کننده اجرایی)، Barbara Steele (تهیه‌کننده) | شرکت پخش رسانه‌ای آمریکا |      |
| I Know My First Name is Steven | Andrew Adelson (تهیه‌کننده اجرایی)، Kim C. Friese (تهیه‌کننده) | ان‌بی‌سی                  |      |
| Lonesome Dove | Suzanne De Passe (تهیه‌کننده اجرایی)، William D. Wittliff (تهیه‌کننده اجرایی)، Robert Halmi Jr. (co-تهیه‌کننده اجرایی)، Dyson Lovell (تهیه‌کننده)، Michael Weisbarth (تهیه‌کننده ناظر)           | سی‌بی‌اس                  |      |
| A Perfect Spy | Jonathan Powell (تهیه‌کننده اجرایی)، Colin Rogers (تهیه‌کننده) | پی‌بی‌اس                  |      |
| The Women of Brewster Place | Carole Isenberg (تهیه‌کننده اجرایی)، Oprah Winfrey (تهیه‌کننده اجرایی)، Karen Hall (تهیه‌کننده ناظر)، Patricia K. Meyer (تهیه‌کننده)، Reuben Cannon (تهیه‌کننده)، Barbara Black (line تهیه‌کننده) | شرکت پخش رسانه‌ای آمریکا |      |

### دهه ۱۹۹۰
| سال                           | برنامه | تهیه‌کنندگان             | شبکه |
| ----------------------------- | --- | ----------------------- | ---- |
| ۱۹۸۹–۱۹۹۰ (42nd)              | |                         |      |
| Drug Wars: The Camarena Story | مایکل مان، تهیه‌کننده اجرایی؛ Richard Brams, co-تهیه‌کننده اجرایی؛ Christopher Canaan, Ann Powell, and Rose Schacht, تهیه‌کننده ناظر؛ برانکو لوستیگ، تهیه‌کننده؛ Mark Allan , co-تهیه‌کننده | ان‌بی‌سی                  |      |
| Blind Faith                   | Susan Baerwald and Dan Wigutow، تهیه‌کنندگان اجرایی؛ Daniel Franklin, co-تهیه‌کننده | ان‌بی‌سی                  |      |
| Family of Spies               | Gerald W. Abrams and Jennifer Alward، تهیه‌کنندگان اجرایی؛ Jonathan Bernstein، تهیه‌کننده؛ William Dunne, co-تهیه‌کننده                                                                   | سی‌بی‌اس                  |      |
| The Kennedys of Massachusetts | Susan G. Pollock and ادگار شریک، تهیه‌کنندگان اجرایی؛ Michael Barnathan and Gary Hoffman, co-تهیه‌کنندگان اجرایی؛ Lynn Raynor، تهیه‌کننده                                                 | شرکت پخش رسانه‌ای آمریکا |      |
| Small Sacrifices              | Suzanne De Passe and Louis Rudolph، تهیه‌کنندگان اجرایی؛ S. Bryan Hickox، تهیه‌کننده | شرکت پخش رسانه‌ای آمریکا |      |

- در ۱۹۹۱، این بخش، تعطیل شد و مجموعه‌های تلویزیونی کوتاه در بخش مجموعه‌های تلویزیونی درام/ کمدی رقابت کردند. آکادمی، سال بعد، این بخش را بازگرداند و مجموعه‌ها دوباره در دو بخش جداگانه رقابت کردند.

| سال                                  | برنامه | تهیه‌کنندگان             | شبکه |
| ------------------------------------ | --- | ----------------------- | ---- |
| ۱۹۹۰–۱۹۹۱ (43rd)                     | |                         |      |
| جدا اما برابر (Miniseries)           | Stan Margulies and جرج استیونز جونیور، تهیه‌کنندگان اجرایی                                                                               | شرکت پخش رسانه‌ای آمریکا |      |
| Decoration Day (TV Movie)            | Marian Rees، تهیه‌کننده اجرایی؛ Joyce Corrington, co-تهیه‌کننده؛ Dick Gallegly, line تهیه‌کننده؛ Anne Hopkins، تهیه‌کننده                   | ان‌بی‌سی                  |      |
| The Josephine Baker Story (TV Movie) | Robert Halmi and David Puttnam، تهیه‌کنندگان اجرایی؛ John Kemeny، تهیه‌کننده                                                              | اچ‌بی‌او                  |      |
| Paris Trout (TV Movie)               | Diana Kerew، تهیه‌کننده اجرایی؛ Frank Konigsberg and Larry Sanitsky، تهیه‌کنندگان                                                         | شوتایم                  |      |
| Sarah, Plain and Tall (TV Movie)     | گلن کلوز and William Self، تهیه‌کنندگان اجرایی؛ Edwin Self, تهیه‌کننده ناظر؛ گلن جردن، تهیه‌کننده                                          | سی‌بی‌اس                  |      |
| Switched at Birth (Miniseries)       | Richard Heus, Lawrence Horowitz، بری مارو، and Michael O'Hara، تهیه‌کنندگان اجرایی؛ Mark Sennet, تهیه‌کننده ناظر؛ Ervin Zavada، تهیه‌کننده | ان‌بی‌سی                  |      |

- در ۱۹۹۲، این بخش احیا شد.

| سال | برنامه | تهیه‌کنندگان             | شبکه |
| --- | --- | ----------------------- | ---- |
| ۱۹۹۱–۱۹۹۲ (44th) | |                         |      |
| A Woman Named Jackie | Lester Persky، تهیه‌کننده اجرایی؛ Tomlinson Dean, co-تهیه‌کننده؛ Lorin Bennett Salob، تهیه‌کننده | ان‌بی‌سی                  |      |
| The Burden of Proof | Mike Robe، تهیه‌کننده اجرایی؛ Preston Fischer, تهیه‌کننده ناظر؛ John Perrin Flynn، تهیه‌کننده | شرکت پخش رسانه‌ای آمریکا |      |
| Cruel Doubt | Susan Baerwald، تهیه‌کننده اجرایی/تهیه‌کننده؛ Dan Franklin, co-تهیه‌کننده | ان‌بی‌سی                  |      |
| Drug Wars: The Cocaine Cartel                                                                                                | مایکل مان، تهیه‌کننده اجرایی؛ Richard Brams and Gordon Greisman, co-تهیه‌کنندگان اجرایی | ان‌بی‌سی                  |      |
| In a Child's Name | Helen Verno and Dan Wigutow، تهیه‌کنندگان اجرایی؛ Vahan Moosekian, تهیه‌کننده ناظر | سی‌بی‌اس                  |      |
| ۱۹۹۲–۱۹۹۳ (45th) | |                         |      |
| Prime Suspect 2 | Sally Head، تهیه‌کننده اجرایی؛ Paul Marcus، تهیه‌کننده | پی‌بی‌اس                  |      |
| ملکه الکس هیلی | Bernard Sofronski and دیوید ال. ولپر، تهیه‌کنندگان اجرایی؛ Mark M. Wolper، تهیه‌کننده | سی‌بی‌اس                  |      |
| Family Pictures | Les Alexander and Don Enright، تهیه‌کنندگان اجرایی؛ Joe Broido، تهیه‌کننده؛ Jennifer Miller, co-تهیه‌کننده | شرکت پخش رسانه‌ای آمریکا |      |
| The Jacksons: An American Dream                                                                                              | Suzanne De Passe and Stan Margulies، تهیه‌کنندگان اجرایی؛ Joyce Eliason, تهیه‌کننده ناظر؛ جرمین جکسون and Margaret Maldonado Jackson، تهیه‌کننده                                                                                             | شرکت پخش رسانه‌ای آمریکا |      |
| Sinatra | تینا سیناترا، تهیه‌کننده اجرایی؛ Richard Rosenbloom، تهیه‌کننده | سی‌بی‌اس                  |      |
| ۱۹۹۳–۱۹۹۴ (46th) | |                         |      |
| Prime Suspect 3 | Sally Head، تهیه‌کننده اجرایی؛ Paul Marcus، تهیه‌کننده | پی‌بی‌اس                  |      |
| Oldest Living Confederate Widow Tells All                                                                                    | Frank Konigsberg and Larry Sanitsky، تهیه‌کنندگان اجرایی؛ Joyce Eliason, تهیه‌کننده ناظر؛ Jack Clements، تهیه‌کننده | سی‌بی‌اس                  |      |
| ایستادگی (رمان) | استیون کینگ and Richard P. Rubinstein، تهیه‌کنندگان اجرایی؛ Peter McIntosh, تهیه‌کننده ناظر؛ Mitchell Galin، تهیه‌کننده | شرکت پخش رسانه‌ای آمریکا |      |
| Tales of the City | تیم بوان، Richard Kramer، آرمیستید موپین، and Sigurjon Sighvatsson، تهیه‌کنندگان اجرایی؛ Antony Root, تهیه‌کننده ناظر؛ آلن پل، تهیه‌کننده | پی‌بی‌اس                  |      |
| World War II: When Lions Roared                                                                                              | Ethel Winant، تهیه‌کننده اجرایی؛ Bruce Kerner, تهیه‌کننده ناظر؛ David W. Rintels، تهیه‌کننده؛ Victoria Riskin, co-تهیه‌کننده | ان‌بی‌سی                  |      |
| ۱۹۹۴–۱۹۹۵ (47th) | |                         |      |
| یوسف | Gerald Rafshoon، تهیه‌کننده اجرایی؛ Laura Fattori, line تهیه‌کننده؛ Lorenzo Minoli، تهیه‌کننده | TNT                     |      |
| Buffalo Girls | Suzanne de Passe، تهیه‌کننده اجرایی؛ Sandra Saxon Brice and Suzanne Coston، تهیه‌کننده | سی‌بی‌اس                  |      |
| Children of the Dust | Joyce Eliason and Frank Konigsberg، تهیه‌کنندگان اجرایی؛ Harold Tichenor، تهیه‌کننده | سی‌بی‌اس                  |      |
| زندگی و ماجراجویی‌های مارتین چوزلویت                                                                                          | Rebecca Eaton and Michael Wearing، تهیه‌کنندگان اجرایی؛ Chris Parr، تهیه‌کننده | پی‌بی‌اس                  |      |
| A Woman of Independent Means                                                                                                 | سالی فیلد، تهیه‌کننده اجرایی؛ Preston Fischer, co-تهیه‌کننده اجرایی؛ Philip Kleinbart, تهیه‌کننده ناظر؛ رابرت گرینوالد، تهیه‌کننده؛ Steve Saeta, co-تهیه‌کننده                                                                                 | ان‌بی‌سی                  |      |
| ۱۹۹۵–۱۹۹۶ (48th) | |                         |      |
| Gulliver's Travels | Robert Halmi, Sr. and برایان هنسون، تهیه‌کنندگان اجرایی؛ دانکن کنوورتی، تهیه‌کننده | ان‌بی‌سی                  |      |
| Andersonville | جان فرانکن‌هایمر and Ethel Winant، تهیه‌کنندگان اجرایی؛ David W. Rintels، تهیه‌کننده؛ Diane Smith, co-تهیه‌کننده | TNT                     |      |
| هیروشیما | Andrew Adelson, Michael Campus, Tetsuya Ikeda, Paul Painter, and Robin Spry، تهیه‌کنندگان اجرایی؛ Tracey Alexander, co-تهیه‌کننده اجرایی؛ Kazutoshi Wadakura، تهیه‌کننده                                                                     | شوتایم                  |      |
| Moses | Gerald Rafshoon، تهیه‌کننده اجرایی؛ Laura Fattori, line تهیه‌کننده؛ Lorenzo Minoli، تهیه‌کننده | TNT                     |      |
| Pride and Prejudice | Michael Wearing، تهیه‌کننده اجرایی؛ Sue Britwistle، تهیه‌کننده | شبکه ای‌اندئی            |      |
| ۱۹۹۶–۱۹۹۷ (49th) | |                         |      |
| Prime Suspect 5: Errors of Judgement                                                                                         | Rebecca Eaton and Gub Neal، تهیه‌کنندگان اجرایی؛ Lynn Horsford، تهیه‌کننده | پی‌بی‌اس                  |      |
| In Cold Blood | Robert Halmi, Sr.، تهیه‌کننده اجرایی؛ Tom Rowe، تهیه‌کننده | سی‌بی‌اس                  |      |
| The Last Don | Joyce Eliason, Frank Konigsberg, and Larry Sanitsky، تهیه‌کنندگان اجرایی؛ Jim Davis، تهیه‌کننده | سی‌بی‌اس                  |      |
| The Odyssey | فرانسیس فورد کوپولا، Fred Fuchs, Robert Halmi, Sr., and نیکولاس مایر، تهیه‌کنندگان اجرایی؛ Dyson Lovell، تهیه‌کننده | ان‌بی‌سی                  |      |
| The Shining | استیون کینگ، تهیه‌کننده اجرایی؛ Elliot Friedgen, تهیه‌کننده ناظر؛ Mark Carliner، تهیه‌کننده | شرکت پخش رسانه‌ای آمریکا |      |
| ۱۹۹۷–۱۹۹۸ (50th) | |                         |      |
| From the Earth to the Moon                                                                                                   | تام هنکس، تهیه‌کننده اجرایی؛ Tony To, co-تهیه‌کننده اجرایی؛ John Melfi and گراهام یوست, supervising تهیه‌کنندگان؛ Michael Bostick، برایان گریزر، and ران هاوارد، تهیه‌کنندگان؛ Erik Bork, Bruce Richmond, and Janace Tashjian, co-تهیه‌کنندگان | اچ‌بی‌او                  |      |
| جورج والاس | Mark Carliner، تهیه‌کننده اجرایی؛ Mitch Engel and James Sbardellati, line تهیه‌کنندگان؛ جان فرانکن‌هایمر and Julian Krainin، تهیه‌کنندگان؛ Ethel Winant, co-تهیه‌کننده                                                                         | TNT                     |      |
| مرلین | Robert Halmi, Sr.، تهیه‌کننده اجرایی؛ Dyson Lovell، تهیه‌کننده؛ Chris Thompson, line تهیه‌کننده | ان‌بی‌سی                  |      |
| Moby Dick | فرانسیس فورد کوپولا، Fred Fuchs, and Robert Halmi, Sr.، تهیه‌کنندگان اجرایی؛ Steve McGlothen, Kris Noble, and فرانک رودام، تهیه‌کنندگان | یواس‌ای نتورک            |      |
| More Tales of the City | تیم بوان، Suzanne Girard, and آلن پل، تهیه‌کنندگان اجرایی؛ Kevin Tierney، تهیه‌کننده | شوتایم                  |      |
| ۱۹۹۸–۱۹۹۹ (51st) | |                         |      |
| هورنبلوئر (“The Even Chance” / “The Examination for Lieutenant” / “The Duchess and the Devil” / “The Frogs and the Lobsters” | Delia Fine and Vernon Lawrence، تهیه‌کنندگان اجرایی؛ Andrew Benson، تهیه‌کننده | شبکه ای‌اندئی            |      |
| The ’60s | لیندا اوبست، تهیه‌کننده اجرایی؛ Jim Chory, line تهیه‌کننده | ان‌بی‌سی                  |      |
| Great Expectations | Rebecca Eaton and Michael Wearing، تهیه‌کنندگان اجرایی؛ David Snodin، تهیه‌کننده | پی‌بی‌اس                  |      |
| Joan of Arc | Graham Flashner, Ed Gernon, and Peter Sussman، تهیه‌کنندگان اجرایی؛ Andrew Deane Brenda Friend, co-تهیه‌کنندگان اجرایی؛ Peter Bray، تهیه‌کننده                                                                                               | سی‌بی‌اس                  |      |
| The Temptations | Suzanne Coston, Suzanne de Passe, and David V. Picker، تهیه‌کنندگان اجرایی؛ Jay Benson، تهیه‌کننده | ان‌بی‌سی                  |      |

### دهه ۲۰۰۰
| سال                                       | برنامه | تهیه‌کنندگان             | شبکه |
| ----------------------------------------- | --- | ----------------------- | ---- |
| ۱۹۹۹–۲۰۰۰ (52nd)                          | |                         |      |
| The Corner                                | Robert F. Colesberry, David Mills, and دیوید سیمون، تهیه‌کنندگان اجرایی؛ Nina Kostroff Noble، تهیه‌کننده | اچ‌بی‌او                  |      |
| Arabian Nights                            | Robert Halmi, Sr. and Robert Halmi, Jr.، تهیه‌کنندگان اجرایی؛ Howard Ellis, تهیه‌کننده ناظر؛ Dyson Lovell، تهیه‌کننده | شرکت پخش رسانه‌ای آمریکا |      |
| The Beach Boys: An American Family        | نیل مرون، جان استیموس، and کریگ زادان، تهیه‌کنندگان اجرایی؛ Jeff Bleckner, co-تهیه‌کننده اجرایی؛ John Whitman، تهیه‌کننده | شرکت پخش رسانه‌ای آمریکا |      |
| عیسی                                      | Lorenzo Minoli and Judd Parkin، تهیه‌کنندگان اجرایی؛ Frank Konigsberg, co-تهیه‌کننده اجرایی؛ Russell Kagan and Paolo Piria، تهیه‌کننده | سی‌بی‌اس                  |      |
| فینس تیلور بارنوم                         | Delia Fine, David V. Picker, and Kevin Tierney، تهیه‌کنندگان اجرایی؛ Suzanne Girard، تهیه‌کننده | شبکه ای‌اندئی            |      |
| ۲۰۰۰–۲۰۰۱ (53rd)                          | |                         |      |
| آنه فرانک: تمام داستان                    | Hans Proppe، تهیه‌کننده اجرایی؛ David Kappes, produced by | شرکت پخش رسانه‌ای آمریکا |      |
| Further Tales of the City                 | تیم بوان، Luc Chatelain, Suzanne Girard، آرمیستید موپین، آلن پل، تهیه‌کننده اجرایی | شوتایم                  |      |
| هورنبلوئر (“Mutiny”)                      | Michele Buck and Delia Fine، تهیه‌کنندگان اجرایی؛ Andrew Benson، تهیه‌کننده | شبکه ای‌اندئی            |      |
| Life with Judy Garland: Me and My Shadows | Ed Gernon، نیل مرون، Peter Sussman, and کریگ زادان، تهیه‌کننده اجرایی؛ رابرت آلن آکرمن، Kirk Ellis, and لرنا لافت، co-تهیه‌کنندگان اجرایی؛ Philip Von Alvensleben, تهیه‌کننده ناظر؛ Robert Freedman and John Ryan، تهیه‌کنندگان                                                 | شرکت پخش رسانه‌ای آمریکا |      |
| Nuremberg                                 | Gerald Abrams، الک بالدوین، Jon Cornick, Suzanne Girard, and Peter Sussman، تهیه‌کنندگان اجرایی؛ Mychele Boudrias and Ian McDougall، تهیه‌کنندگان | TNT                     |      |
| ۲۰۰۱–۲۰۰۲ (54th)                          | |                         |      |
| جوخه برادران                              | تام هنکس and استیون اسپیلبرگ، تهیه‌کنندگان اجرایی؛ استیون ای. امبروز، Gary Goetzman, and Tony To, co-تهیه‌کنندگان اجرایی؛ Erik Bork and اریک جندرسن، supervising تهیه‌کنندگان؛ Mary Richards، تهیه‌کننده                                                                        | اچ‌بی‌او                  |      |
| شهر دایناسورها (مینی سریال)               | Robert Halmi, Jr. and Robert Halmi, Sr.، تهیه‌کنندگان اجرایی؛ Howard Ellis, تهیه‌کننده ناظر؛ William P. Cartlidge and Dusty Symonds, produced by | شرکت پخش رسانه‌ای آمریکا |      |
| The Mists of Avalon                       | Lisa Alexander، جیمز کابرن، and Mark M. Wolper، تهیه‌کنندگان اجرایی؛ برند آیشینگر، تهیه‌کننده؛ Gideon Amir, produced by | TNT                     |      |
| Shackleton                                | Francesca Barra and Delia Fine، تهیه‌کنندگان اجرایی؛ Emilio Nunez, تهیه‌کننده ناظر؛ Selwyn Roberts، تهیه‌کننده | شبکه ای‌اندئی            |      |
| ۲۰۰۲–۲۰۰۳ (55th)                          | |                         |      |
| Taken                                     | لسلی بوهم and استیون اسپیلبرگ، تهیه‌کنندگان اجرایی؛ Joe M. Aguilar, Steve Beers, and Darryl Frank, co-تهیه‌کنندگان اجرایی؛ Richard Heus, produced by | سای‌فای                  |      |
| Hitler: The Rise of Evil                  | Ed Gernon and Peter Sussman، تهیه‌کنندگان اجرایی؛ کریستیان دوگای and Diana Kerew, co-تهیه‌کنندگان اجرایی؛ Ian McDougall and Phillip Von Alvensleben, supervising تهیه‌کنندگان؛ John Ryan، تهیه‌کننده                                                                            | سی‌بی‌اس                  |      |
| Napoléon                                  | Marc Vade، تهیه‌کننده اجرایی؛ Delia Fine، تهیه‌کننده اجرایی for A&E; David Craig, تهیه‌کننده ناظر for A&E؛ ژرار دوپاردیو and Jean-Pierre Guérin، تهیه‌کنندگان | شبکه ای‌اندئی            |      |
| ۲۰۰۳–۲۰۰۴ (56th)                          | |                         |      |
| فرشتگان در آمریکا                         | Cary Brokaw and مایک نیکولز، تهیه‌کنندگان اجرایی؛ Mike Haley, co-تهیه‌کننده اجرایی؛ Celia Costas, produced by | اچ‌بی‌او                  |      |
| American Family (Season 1)                | Robert Greenblatt, David Janollari, Barbara Martinez Jitner, and گرگوری ناوا، تهیه‌کنندگان اجرایی؛ Eric L. Gold, co-تهیه‌کننده اجرایی | پی‌بی‌اس                  |      |
| هورنبلوئر (“Loyalty” / “Duty”)            | Michele Buck and Delia Fine، تهیه‌کنندگان اجرایی؛ Emilio Nunez, تهیه‌کننده ناظر Andrew Benson, produced by | شبکه ای‌اندئی            |      |
| Prime Suspect 6: The Last Witness         | Rebecca Eaton and Andy Harries، تهیه‌کنندگان اجرایی؛ David Boulter، تهیه‌کننده | پی‌بی‌اس                  |      |
| Traffic                                   | Colin Cotter, Ron Hutchinson, and گراهام کینگ، تهیه‌کنندگان اجرایی؛ استیون هاپکینز، تهیه‌کننده؛ Jay Benson, produced by | یواس‌ای نتورک            |      |
| ۲۰۰۴–۲۰۰۵ (57th)                          | |                         |      |
| The Lost Prince                           | Joanna Beresford, Rebecca Eaton, Peter Fincham, and David M. Thompson، تهیه‌کنندگان اجرایی؛ John Chapman، تهیه‌کننده | پی‌بی‌اس                  |      |
| ۴۴۰۰ (فهرست قسمت‌های ۴۴۰۰)                 | Ira Steven Behr, Rene Echeverria, and Maira Suro، تهیه‌کنندگان اجرایی؛ اسکات پیترز (نویسنده), co-تهیه‌کننده اجرایی؛ ایو سیمونو، تهیه‌کننده؛ Brent Karl Clackson, produced by                                                                                                   | یواس‌ای نتورک            |      |
| Elvis                                     | Howard Braunstein, Robert Greenblatt, Michael Jaffe, and David Janollari، تهیه‌کنندگان اجرایی؛ Thomas Becker, Ilene Kahn Power, and Jorg Westerkamp, co-تهیه‌کنندگان اجرایی؛ Kimberly C. Anderson and Malcolm Petal, supervising تهیه‌کنندگان؛ Judy Cairo-Simpson, produced by | سی‌بی‌اس                  |      |
| سقوط امپراتوری (مجموعه تلویزیونی)         | پل نیومن، مارک پلت، فرد شپیسی، and Scott Steindorff، تهیه‌کنندگان اجرایی؛ William Teitler, produced by | اچ‌بی‌او                  |      |
| ۲۰۰۵–۲۰۰۶ (58th)                          | |                         |      |
| Elizabeth I                               | George Faber, Suzan Harrison, Charles Pattinson, and Nigel Williams، تهیه‌کنندگان اجرایی؛ Barney Reisz، تهیه‌کننده | اچ‌بی‌او                  |      |
| Bleak House                               | Rebecca Eaton، تهیه‌کننده اجرایی؛ Nigel Stafford-Clark, produced by | پی‌بی‌اس                  |      |
| Into the West                             | استیون اسپیلبرگ، تهیه‌کننده اجرایی؛ Justin Falvey, Darryl Frank, and William Mastrosimone, co-تهیه‌کنندگان اجرایی؛ Kirk Ellis, تهیه‌کننده ناظر؛ Larry Rapaport، تهیه‌کننده؛ David A. Rosemont, produced by                                                                      | TNT                     |      |
| Sleeper Cell (Season 1)                   | Ethan Reiff and Cyrus Voris، تهیه‌کنندگان اجرایی؛ Janet Tamaro، تهیه‌کننده؛ Ann Kindberg, produced by | شوتایم                  |      |
| ۲۰۰۶–۲۰۰۷ (59th)                          | |                         |      |
| دنباله شکسته (فیلم ۲۰۰۶)                  | Stanley M. Brooks، رابرت دووال، and Robert Carliner، تهیه‌کنندگان اجرایی؛ Chad Oakes and Damian Ganczewski، تهیه‌کنندگان؛ والتر هیل، produced by | ای‌ام‌سی                  |      |
| Prime Suspect: The Final Act              | Rebecca Eaton and Andy Harries، تهیه‌کنندگان اجرایی؛ Andrew Benson, produced by | پی‌بی‌اس                  |      |
| The Starter Wife                          | Josann McGibbon, Sara Parriott، جان اونت، Stephanie Davis, Howard Klein, and Gigi Levangie Grazer، تهیه‌کنندگان اجرایی؛ Jeff Hayes, co-تهیه‌کننده اجرایی؛ Marsha Oglesby، تهیه‌کننده                                                                                           | یواس‌ای نتورک            |      |
| ۲۰۰۷–۲۰۰۸ (60th)                          | |                         |      |
| جان آدامز                                 | تام هنکس and Gary Goetzman، تهیه‌کنندگان اجرایی؛ Kirk Ellis and Frank Doelger, co-تهیه‌کنندگان اجرایی؛ David Coatsworth and Steven Shareshian, produced by | اچ‌بی‌او                  |      |
| The Andromeda Strain                      | ریدلی اسکات، تونی اسکات، David W. Zucker, and Tom Thayer، تهیه‌کنندگان اجرایی؛ Mikael Salomon, co-تهیه‌کننده اجرایی؛ Clara George, produced by | شبکه ای‌اندئی            |      |
| Cranford                                  | Kate Harwood and Rebecca Eaton، تهیه‌کنندگان اجرایی؛ Sue Birtwistle، تهیه‌کننده | پی‌بی‌اس                  |      |
| Tin Man                                   | Robert Halmi, Sr., Robert Halmi, Jr., Michael O'Connor, Steven Long Mitchell, and Craig W. Van Sickle، تهیه‌کنندگان اجرایی؛ Matthew O'Connor، تهیه‌کننده | سای‌فای                  |      |
| ۲۰۰۸–۲۰۰۹ (61st)                          | |                         |      |
| دوریت کوچک                                | Anne Pivcevic and Rebecca Eaton، تهیه‌کنندگان اجرایی؛ Lisa Osborne، تهیه‌کننده | پی‌بی‌اس                  |      |
| نسل‌کشی                                    | دیوید سیمون، Ed Burns, and George Faber، تهیه‌کنندگان اجرایی؛ Nina Kostroff Noble, co-تهیه‌کننده اجرایی؛ Andrea Calderwood, produced by | اچ‌بی‌او                  |      |

### دهه ۲۰۱۰
| سال                                            | برنامه | تهیه‌کنندگان | شبکه |
| ---------------------------------------------- | --- | ----------- | ---- |
| ۲۰۰۹–۲۰۱۰ شصت و دومین جوایز امی ساعات پربیننده | |             |      |
| اقیانوس آرام                                   | تام هنکس، استیون اسپیلبرگ، and Gary Goetzman، تهیه‌کنندگان اجرایی؛ Tony To, گراهام یوست, Eugene Kelly, and Bruce C. McKenna, co-تهیه‌کننده اجرایی؛ تیم وان پاتن، تهیه‌کننده ناظر؛ Cherylanne Martin, Todd London, and Steven Shareshian، تهیه‌کنندگان | اچ‌بی‌او      |      |
| Return to Cranford                             | Kate Harwood، تهیه‌کننده اجرایی، BBC; Sue Birtwistle، تهیه‌کننده، BBC | پی‌بی‌اس      |      |

- در ۲۰۱۱ این بخش تعطیل شد و در سال‌های ۲۰۱۱ تا ۲۰۱۳، مجموعه‌های تلویزیونی کوتاه، در بخش مجموعه‌های تلویزیونی کوتاه و فیلم تلویزیونی رقابت کردند. در ۱۹ فوریه ۲۰۱۴، اعلام شد که این دو بخش از هم جدا می‌شوند و بخش‌های فیلم تلویزیونی و مجموعه‌های تلویزیونی کوتاه، احیا می‌شوند.[۴۶]

| سال                                              | برنامه | تهیه‌کنندگان             | شبکه |
| ------------------------------------------------ | --- | ----------------------- | ---- |
| ۲۰۱۳–۲۰۱۴ شصت و ششمین جوایز امی ساعات پربیننده   | |                         |      |
| فارگو (فارگو (فصل ۱))                            | نوآ هاولی، وارن لیتلفیلد، and Geyer Kosinski، تهیه‌کنندگان اجرایی؛ John Cameron, co-تهیه‌کننده اجرایی؛ and Chad Oakes, Mike Frislev and Kim Todd، تهیه‌کنندگان | اف‌ایکس                  |      |
| داستان ترسناک آمریکایی: محفل                     | رایان مورفی، برد فالچوک، Dante Di Loreto, and تیم ماینیر, and جنیفر سالت، تهیه‌کنندگان اجرایی؛ Bradley Buecker، جیمز ونگ، Jessica Sharzer, Douglas Petrie and Alfonso Gomez-Rejon, co-تهیه‌کنندگان اجرایی؛ Alexis Martin Woodall، تهیه‌کننده؛ and Joseph Incaprera, produced by | اف‌ایکس                  |      |
| Bonnie & Clyde                                   | کریگ زادان پ نیل مرون، تهیه‌کنندگان اجرایی؛ John Rice and Joe Batteer, co-تهیه‌کنندگان اجرایی؛ and David A. Rosemont, produced by | شبکه ای‌اندئی            |      |
| لوتر (مجموعه تلویزیونی) (Season 3)               | Phillippa Giles، تهیه‌کننده اجرایی؛ and Claire Bennett، تهیه‌کننده | BBC America             |      |
| Treme (Season 4)                                 | دیوید سیمون، Nina Kostroff Noble, Eric Overmyer, جورج پلکانوس, and کارولین استراوس، تهیه‌کنندگان اجرایی؛ and Joseph Incaprera, produced by | اچ‌بی‌او                  |      |
| The White Queen                                  | John Griffin, Colin Callender, George Faber, Charles Pattinson, Philippa Gregory, Eurydice Gysel, and Jan Vrints، تهیه‌کنندگان اجرایی؛ Polly Hill، تهیه‌کننده اجرایی for بی‌بی‌سی؛ and Gina Cronk, produced by                                                                   | استارز                  |      |
| ۲۰۱۴–۲۰۱۵ شصت و هفتمین جوایز امی ساعات پربیننده  | |                         |      |
| آلیو کیتریج                                      | Gary Goetzman، تام هنکس، جین اندرسن و فرانسیس مک‌دورمند، تهیه‌کنندگان اجرایی؛ Steven Shareshian, co-تهیه‌کننده اجرایی؛ and David Coatsworth، تهیه‌کننده | اچ‌بی‌او                  |      |
| جرم آمریکایی (Season 1)                          | جان ریدلی and Michael J. McDonald، تهیه‌کنندگان اجرایی؛ Julie Hébert, Stacy A. Littlejohn and Diana Son, co-تهیه‌کنندگان اجرایی؛ Keith Huff, تهیه‌کننده ناظر؛ and Lori-Etta Taub, produced by                                                                                   | شرکت پخش رسانه‌ای آمریکا |      |
| داستان ترسناک آمریکایی: عجایب نمایش              | رایان مورفی، برد فالچوک، Dante Di Loreto, تیم ماینیر، جنیفر سالت، Bradley Buecker and جیمز ونگ، تهیه‌کنندگان اجرایی؛ Jessica Sharzer, co-تهیه‌کننده اجرایی؛ Alexis Martin Woodall، تهیه‌کننده؛ and Robert M. Williams, Jr. , produced by                                        | اف‌ایکس                  |      |
| زن محترم                                         | Greg Brenman، تهیه‌کننده اجرایی؛ Abi Bach، تهیه‌کننده؛ and هوگو بلیک، produced by | ساندنس‌تی‌وی              |      |
| Wolf Hall                                        | Colin Callender, John Yorke, Polly Hill and Rebecca Eaton، تهیه‌کنندگان اجرایی؛ and Mark Pybus، تهیه‌کننده | پی‌بی‌اس                  |      |
| ۲۰۱۵–۲۰۱۶ شصت و هشتمین جوایز امی ساعات پربیننده  | |                         |      |
| مردم علیه او. جی. سیمپسون: داستان جنایی آمریکایی | رایان مورفی، نینا جاکوبسن, Brad Simpson، برد فالچوک، Scott Alexander, and Larry Karaszewski، تهیه‌کنندگان اجرایی؛ D. V. DeVincentis and Anthony Hemingway, co-تهیه‌کنندگان اجرایی؛ Alexis Martin Woodall and جان تراولتا، تهیه‌کنندگان؛ and Chip Vucelich, produced by          | اف‌ایکس                  |      |
| جرم آمریکایی (Season 2)                          | جان ریدلی and Michael J. McDonald، تهیه‌کنندگان اجرایی؛ Julie Hébert, Stacy A. Littlejohn, and Diana Son, co-تهیه‌کنندگان اجرایی؛ Keith Huff, تهیه‌کننده ناظر؛ and Lori-Etta Taub, produced by                                                                                  | شرکت پخش رسانه‌ای آمریکا |      |
| فارگو (Season 2)                                 | نوآ هاولی، وارن لیتلفیلد، John Cameron، برادران کوئن، Kim Todd, Chad Oakes, and Michael Frislev، تهیه‌کنندگان | اف‌ایکس                  |      |
| مدیر شب                                          | Stephen Garrett, Simon Cornwell, Stephen Cornwell، سوزان بیر، دیوید فار، ژان لو کره، تام هیدلستون، هیو لوری، Alexei Boltho, and William D. Johnson، تهیه‌کنندگان اجرایی؛ and Rob Bullock، تهیه‌کننده                                                                           | ای‌ام‌سی                  |      |
| ریشه‌ها                                           | Barry Jossen, لورنس کانر, Mark Rosenthal, Will Packer, Marc Toberoff, and Mark M. Wolper، تهیه‌کنندگان اجرایی؛ لوار بارتون، and Korin D. Huggins, co-تهیه‌کنندگان اجرایی؛ Ann Kindberg، تهیه‌کننده؛ and Alissa M. Kantrow, produced by                                          | هیستوری                 |      |

## مجموع جوایز براساس شبکه
- ان‌بی‌سی – ۱۰
- پی‌بی‌اس – ۹
- اچ‌بی‌او – ۸
- ای‌بی‌سی – ۵
- اف‌ایکس – ۲
- سیندیکیت – ۲
- ای‌اندایی – ۱
- ای‌ام‌سی – ۱
- سی‌بی‌اس – ۱
- تی‌ان‌تی – ۱
- سای فای – ۱